# Euchloe creusa
Euchloe creusa là một loài bướm trong họ Pieridae, thường được tìm thấy ở vùng Bắc Mỹ.
Larvae ăn các loài thực vật Draba và Cruciferae.